# Benetton Rugby Treviso 2009-2010

## Rosa
Fonte rosa e statistiche giocatori: It's Rugby

## Super 102009-10

### Stagione regolare
| Incontro                         | Andata | Ritorno |
| -------------------------------- | ------ | ------- |
| I Cavalieri — Benetton Treviso   | 0-20   | 30-24   |
| Benetton Treviso — Petrarca      | 36-3   | 3-8     |
| Parma — Benetton Treviso         | 13-12  | 5-41    |
| Benetton Treviso — Rovigo        | 17-12  | 28-34   |
| Rugby Roma — Benetton Treviso    | 19-34  | 26-61   |
| Viadana — Benetton Treviso       | 22-6   | 33-39   |
| Benetton Treviso — GRAN Parma    | 43-6   | 36-10   |
| Veneziamestre — Benetton Treviso | 6-28   | 16-44   |
| Benetton Treviso — L’Aquila      | 37-19  | 59-12   |

#### Risultati della stagione regolare
| Posizione | G  | V  | N | P | PF  | PS  | DP   | B  | Pt |
| --------- | -- | -- | - | - | --- | --- | ---- | -- | -- |
| 1ª        | 18 | 13 | 0 | 5 | 568 | 274 | +294 | 15 | 67 |

### Fase finale
| Turno | Incontro                    | Andata | Ritorno |
| ----- | --------------------------- | ------ | ------- |
| SF    | Petrarca — Benetton Treviso | 16-28  | 10-54   |
| F     | Benetton Treviso — Viadana  | 16-12  | 16-12   |

## Coppa Italia 2009-10

### Prima fase

#### Girone A
| Incontro                       | Risultato |
| ------------------------------ | --------- |
| GRAN Parma — Benetton Treviso  | 10-38     |
| Benetton Treviso — I Cavalieri | 45-9      |
| Parma — Benetton Treviso       | 14-27     |
| Benetton Treviso — Rovigo      | 38-21     |

#### Risultati del girone A
| Posizione | G | V | N | P | PF  | PS | DP  | B | Pt |
| --------- | - | - | - | - | --- | -- | --- | - | -- |
| 1ª        | 4 | 4 | 0 | 0 | 148 | 54 | +94 | 4 | 20 |

### Fase finale
| Turno | Incontro                    | Risultato |     |
| ----- | --------------------------- | --------- | --- |
| SF    | Benetton Treviso — Viadana  | 19-15     |     |
| F     | Benetton Treviso — Petrarca | 9-8       | 9-8 |

## Supercoppa italiana 2009
| Incontro                 | Risultato |
| ------------------------ | --------- |
| Parma — Benetton Treviso | 8-28      |

## Heineken Cup 2009-10

### Prima fase

#### Girone 1
| Incontro                       | Andata | Ritorno |
| ------------------------------ | ------ | ------- |
| Benetton Treviso — Perpignano  | 9-8    | 6-34    |
| Munster — Benetton Treviso     | 29-13  | 0-34    |
| Northampton — Benetton Treviso | 30-18  | 21-18   |

#### Risultati del girone 1
| Posizione | G | V | N | P | PF | PS  | DP   | B | Pt |
| --------- | - | - | - | - | -- | --- | ---- | - | -- |
| 4ª        | 6 | 1 | 0 | 5 | 68 | 222 | -154 | 1 | 5  |

## Verdetti
- Benetton Treviso campione d’Italia 2009-2010
- Benetton Treviso vincitore della Coppa Italia 2009-2010
- Benetton Treviso vincitore della Supercoppa italiana 2009